# Philip J. Fry
Philip J. Fry vagy egyszerűen csak Fry egy kitalált szereplő, a  Futurama animációs sorozat főszereplője.
Fry kifutó fiúként dolgozott a Panucci's pizzánál. Véletlenül hibernálja magát 1999-ben, ezer évre. Végül 2999-ben találja magát, ahol találkozik Turanga Leelával, egy "karrier-menedzserrel", és Benderrel, egy kleptomániás, alkoholista robottal. Mindannyian az alkalmazottai Fry sokadik ükunokájának, Hubert J. Farnsworth professzornak, egy intergalaktikus csomagküldő szolgálatnál, a Bolygó Expressznél.

## Személyisége
Fry nagyon lusta munka közben, általában a kanapén ül, TV-t néz, és Szlopát (Slurm) iszik. Gyakran éretlen, ezért szoros helyzetekbe szokott kerülni, de ettől függetlenül egy nagyon jó szívű karakter.

## 20. századi élete
Fry 1974. augusztus 14-én született, Brooklynban, New York-ban. Nevét a "Philip" csavarhúzóról kapta. Kiskorában űrhajós akart lenni (ő akart az első ember lenni a Marson). Gyakran kosárlabdázott a bátyjával, Yancy-vel, és vett részt vele break-táncversenyen. Középiskolás korában sokszor ivott kólát, ezért volt három szívrohama. Minden nap videójátékokkal játszott, kivéve azokon a napokon, amikor emiatt vérzett a szeme. A Coney Island Community College-be járt, majd kirúgták onnan; a 31. században is megpróbálkozott az érettségi letételével, de akkor sem sikerült. Mielőtt lefagyasztotta magát a Panucci's Pizzánál dolgozott, Manhattanben. Egyszer a Fox Networknek kézbesített pizzát, de a számítógépre kiömlött sör miatt kirúgták onnan. Egy pizzaszállítás közben találkozott későbbi kutyájával, Seymourral. Seymour és Fry gyakran együtt énekelte/ugatta el a "Walking on Sunshine" című dalt. 1999. december 31-én, Fry pizzát kézbesített I.C. Wienernek, egy Nibbler által kitalált személynek, a Applied Cryogenics kriogenetikai laborba, a Times Square-re. A kézbesítés közben találkozik a barátnőjével, Michelle-lel, aki éppen megcsalja Fry-t. Amikor felfedezi, hogy a rendelés egy telefonbetyárkodás volt, leül az asztalhoz, és "hintázik" a székkel. Az új év előtt még azt mondja, hogy már megint egy tetves ezredforduló. Azután pedig, pontosan új évkor beleesik a hibernáló gépbe, és lefagyasztja magát 1000 évre.

## 31. századi élete
Uram-atyám, ez a jövő! A szüleim, a munkatársaim, a barátnőm...Sose látom őket többé. Juhé!

Fry első pillantása Új New York City-re.

Fry 2999. december 31-én ébred fel. Néhány perccel ezután rájön, hogy a jövőben van. Később egy Terry nevű tudós a Köszöntünk a holnap világában mondattal köszönti Fry-t. Ezután elküldi Leelához, aki elmondja, hogy az a sorsa Fry-nak, hogy kifutó fiú legyen, valamint kiderül, hogy Fry-nak van élő rokona a jövőben, a sokadik ük-unokaöccse, Hubert Botcsinálta professzor. Mielőtt Leela beültethetné Fry-nak a "karrier csipet", Fry megszökik, hogy megkeresse a rokonát. tévedésből majdnem megöli magát, mert az "öngyilkos fülkéről" azt hiszi, hogy telefon fülke. Közben megismerkedik Benderrel, a robottal. Leela csatlakozásával, hárman a Bolygó Expressz intergalaktikus futárszolgálat alkalmazottai lesznek, aminek vezetője Botcsinálta professzor.
Bolygó Exprsszes karrierje során megtalálja az eredeti holdra szállás helyszínét, felfedezi, hogy gazdag ember lett, Ő lesz a Tri-Sol bolygó uralkodója, megmentette a Földet egy nagy szemétgolyótól egy másik szemétgolyóval, felveszik, majd kirúgják a " Mars egyetemről, felfedezi a szlopa titkos receptjét, megakadályozta Leela és Alkazar (az utolsó fennmaradt küklopsz) esküvőjét, támogatta az atlantai "elveszett várost", megfertőződik a férgek által, ami intelligenciát és fizikai erőt ad neki ahhoz, hogy játszhasson a "holofonoron", megmenti a Földet az agyelszívó űrlényektől a delta agyhullámaival, megmenti a Bolygó Expresszet egy Roberto nevű robottól, megházasodik, majd elválik Leelától, a saját nagyapja lesz (ez az ok a delta agyhullámok birtoklására), segít megtalálni Leela szüleit és kideríti, hogy Leela nem űrlény, hanem mutáns, szuperhős lesz, megtalálja régi kutyájának a fosszíliáját egy múzeumba, ami egy 20. századi pizzériát mutat be, és ír egy operát amit el is játszik egy "holofonoron", a Robot Ördög kezeivel.

### Fry a saját nagyapja lesz
A Bolygó Expressz csapata éppen egy szupernova felrobbanását nézi. Fry közben elment kukoricát pattogtatni. Fry eltávolítja a popcornos tálcáról a figyelmeztetést, miszerint mikrohullámú sütőben nem lehet berakni. Fry berakja. Közben a felrobbant szupernova hullámai behatolnak az űrhajóba és találkoznak a mikrohullámú sütő hullámaival, és visszarepíti őket 1947-be. Miután Bender darabokra törik, Dr. Zoidberget bízzák meg Bender alkatrészeinek megtalálásával, de elfogja őt az amerikai hadsereg, és felboncolja. Botcsinálta professzor figyelmezteti Fry-t, hogy nem szabad, hogy meghaljon a nagyapja, – aki éppen Roswell-ben szolgált akkor – mert akkor Ő sem születik meg. Ezért Fry mindent megtesz, hogy megvédje nagyapját. De végül egy atombomba-kísérleti helyre viszi nagyapját, és felrobbantják. Mivel Fry nem halt meg, azt hiszi már nyugodtan csinálhat bármit, ezért véletlenül lefekszik a nagyanyjával, és a saját nagyapja lesz. A többiek végül találnak egy mikrohullámú antennát, kiszabadítják Zoidberget, összerakják Bendert és visszatérnek a jövőbe.

## Halála
Az Into The Wild Green Yonder és a Rebirth között Fry meghal, és Leela egy robottal helyettesíti őt. A robot viszont véletlenül megöli Leelát. A robot Fry nem emlékszik semmire és ő is csinál egy robotot. A végén az igazi Fry és Leela újjáéled, a robotok pedig elmennek, hogy együtt éljenek.

## Kapcsolatai

### Kapcsolata Benderrel
Fry  hatéves kora óta szeretett volna egy robot barátot, szóval, amikor találkozott Benderrel el sem hitte, hogy ő robot. Fry és Bender barátok lettek, majd szobatársak.
Bár Bender sokszor hangoztatja, hogy minden embert elpusztítana, Fryhoz nagyon erősen kötődik. Gyakran féltékeny azokra akik elterelik Fry figyelmét róla, vagy éppen megsértődik ha nincs elég ideje rá.

### Kapcsolata Leelával
Fryt erős érzelmek kötik Leelahoz, amik fontos szerepet játszanak a sorozat során. Sokszor próbálja randira hívni, de Leela minden alkalommal visszautasítja. Fryt minden kisfiús bája ellenére csak egy nagyon jó barátnak tartja.
Bár néha látni, hogy ha bár tagadja is Leela, mutat némi mélyebb érzelmeket Fry iránt. Főképp azokban a helyzetekben, amikor Fry az életét kockáztatja érte (Pl: A szúrás és Szerelem, rakéták). Egy párhuzamos univerzumban még össze is házasodnak (A Farnsworth paradoboz).
"A szúrás" című epizódban Fry Leela elé veti magát, hogy megvédje a méhkirálynőtől, így az teljesen átszúrja Fry testét. A "Szerelem, rakétában" Leela oxigéntartályából kifogy az oxigén. Fry a saját tankjába kapcsolja át Leela csövét, így kis-híján megfullasztva önmagát. "Az elveszett élősködők" részben Fry testét megszállják a "hasznos" élősködök, amelyek javítják az intelligenciáját és testfelépítését, felkeltve Leela érdeklődését. Attól félve, hogy Leela nem maga, hanem férgei miatt szereti, kiűzi őket magából. "Időzavar" részben a csillagokból szerelmes levelet ír szerelmének, de mielőtt láthatta volna, egy kvazár elpusztítja az üzenetet. "A tétlen kéz az ördög játékszereben" Fry kezet cserél a robot ördöggel, hogy megkomponálhasson egy operát Leelaról, ám mielőtt befejezhette volna, vissza kellett cserélnie a kezeit, hogy megmentse Leelat az ördöggel kötött házasságából.
Az "Irány a Nagy Zöld" című film végén Leela bevallja, hogy viszontszereti Fryt és az "Rebirth (Újjáéledés)" epizódtól kezdve pedig járnak (Bár ezt a következő évadokban csak pár epizódban említik).

## Fry családfája
```
      Mr. Gleisner--+--Mrs. Gleisner      Philip J. Fry--+--Mildred
                    |                                    |
                Mrs. Fry------------+-------------Yancy Fry, Sr.
                    |
          +---------+---------+
          |                   |
   Philip J. Fry         Yancy Fry--+--Ismeretlen
                                          |
                                        Philip J. Fry II------+--Ismeretlen
                                                              |
                                                     (Sok generáció)
                                                              |
       Wernstrom        
Nagyi
                   Hubert J. Farnsworth
           |             | |                       |       |
           +-------+-----+ +-----------+-----------+       |
                   |                   |                   |
               +---+---+               |                   |
               |       |             Igner           Cubert Farnsworth
            Walt       Larry
```